# Boogaloo to Beck: A Tribute
Boogaloo to Beck: A Tribute ist ein Jazzalbum von Dr. Lonnie Smith. Die Anfang 2003 in den Acme Recording Studios in Mamaroneck (New York) entstandenen Aufnahmen erschienen am 20. Mai 2003 auf Scufflin’ Records.

## Hintergrund
Auf diesem Album – dem ersten mit neuem Material seit seinem Jimi-Hensrix-Tribut Purple Haze von 1995 – hat der Organist Dr. Lonnie Smith mit dem Gitarristen, Arrangeur und Produzenten Doug Munro und (auf fünf der elf Stücke) mit dem Tenorsaxophonisten David Fathead Newman eine Reihe von Songs des Rock-Performers Beck aufgenommen, darunter „The New Pollution“, „Jack-Ass“ und „Devils Haircut“ (sämtlich von Becks Album Odelay, 1996), ferner „Nobody’s Fault but My Own“ und „Tropicalia“, beide vom Album Mutations (1998).

## Titelliste
- Dr. Lonnie Smith: Boogaloo to Beck: A Tribute (Scufflin’ Records – CD-8481)[1]

1. Paper Tiger (B. Hansen) 9:38
2. Tropicalia (Beck Hansen) 5:51
3. Mixed Buziness (Beck Hansen) 8:20
4. The New Pollution (B. Hansen, J. King*, M. Simpson) 7:12
5. Devil’s Haircut (B. Hansen, J. King, M. Simpson) 8:23
6. Sexx Laws (B. Hansen) 6:58
7. Loser (B. Hansen, Karl Stephenson) 3:16
8. Jackass (B. Hansen, Bob Dylan, J. King, M. Simpson) 6:55
9. Where It’s At (B. Hansen, J. King, M. Simpson) 6:58
10. He’s a Mighty Good Leader (B. Hansen) 5:30
11. Nobody’s Fault (B. Hansen) 9:20

## Rezeption
Scott Yanow verlieh dem Album in Allmusic drei Sterne und schrieb, Lonnie Smith würde die Songs von Beck in funkigen Soul-Jazz verwandeln. Tatsächlich klängen die Ergebnisse oft wie ein Blue Note-Album aus den späten 1960er-Jahren. Zwar seien die ausgewählten Stücke nicht besonders einprägsam oder inspirierend – es sei zu bezweifeln, ob sich einer dieser Songs im Jazz durchsetzen werde, aber Smith und seine Bandkollegen würden ziemlich gut spielen und verdienten Anerkennung dafür, dass sie versuchten, frisches Material für ihre Grooves zu finden.
Nach Ansicht von Jim Santella, der das Album in All About Jazz rezensierte, würden die Lieder von Beck als Ausgangspunkt dienen, von dem aus Dr. Lonnie Smith und sein Ensemble gefühlvolle Interpretationen starten. Sein Partner bei dieser Session, Doug Munro, der auch die Musik arrangierte, habe eine sanfte, entspannte Gitarrenbegleitung hinzugefügt. Munros hitzige Solo-Einlagen trügen zum Funkeln der Session bei, während sein Zusammenspiel mit dem Tenorsaxophonisten David „Fathead“ Newman (bei ausgewählten Nummern) das Ergebnis tendenziell abmildere. Lafrae Scis Schlagzeugspiel punkte mit einem treibenden Backbeat-Rhythmus; gemeinsam bahne sich das Ensemble seinen Weg auf einem vorhersehbaren Pfad von Rock-Hymnen.
Russell Carlson stellte in JazzTimes die hypothetische Frage, ob ein Beck-Song immer noch ein Beck-Song sei, wenn keiner die Texte singe, da dessen Melodien sich auf seinen assoziationsfreien Fluss von Ideen stützen, seien es Lieder über Liebeskummer oder Hip-Hop-Stürme aus frechen Samples und anderen Klängen. Arrangeur und Produzent Doug Munro (der nach Ansicht des Autors der wahre Leiter der Session ist) versuche, das Dilemma des Nicht-Singens zu überwinden, indem er Becks Melodien als Ausgangspunkt für lange Soli verwende. Das Ergebnis sei ein bisschen wie „Jazz Impressions of a Boy Named Beck“ – und es hätte funktionieren können – aber bitte mit mehr Soul, so die Kritik des Autors. Die meisten dieser Melodien würden in ihrer ursprünglichen Inkarnation wie verrückt grooven, und sie hätten fast darum gebettelt, in die Orgel-Jazz-Form gebracht zu werden; doch sie verdienten mehr als die Sterilität dieser Darbietungen, so das Resümée des Autors.